# Далматовська – Шуміха – Щуч'є/Курган
Далматовська – Шуміха – Щуч'є/Курган – газопровід у Курганській області Росії. 
Наприкінці 1970-х через північну частину Курганської області пройшов газопровід Уренгой – Челябінськ, що створило передумови для газифікації оточуючих районів. Зокрема, в 2003-му проклали трубопровід від компресорної станції Далматовська через Пісчно-Колєдіно та Шуміху до Щуч'єго. Він має довжину біля сотні кілометрів, виконаний в діаметрі 400 мм та розрахований на робочий тиск у 7,4 МПа. 
Між 2005  та 2016 роками спорудили газопровід Шуміха – Мішкіно – Юргамиш – Курган довжиною 140 км з тим саме діаметром 400 мм. Окрім газифікації оточуючих районів він дозволив створити додатковий маршрут подачі блакитного палива до Кургану (раніше сюди вже вивели газопровід Кизилбай – Курган). В Кургані найбільшими споживачами протранспортованого ресурсу є Курганська ТЕЦ-1 та Курганська ТЕЦ-2.